# Brynjulf Bergslien

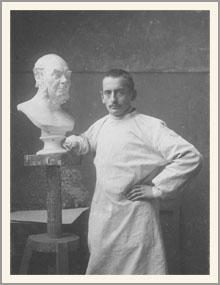
Bildhuggaren Brunjulf Bergslien (1830-1898) gjorde ett stort antal av byster över berömda personer från sin samtid.

Brynjulf Bergslien, född 11 november 1830 i Voss, död 18 september 1898 i Kristiania (nuvarande Oslo), var en norsk bildhuggare. Han var bror till målaren Knud Bergslien och farbror till Nils Bergslien.
Efter att ha fått sin konstnärliga utbildning hos Jens Adolf Jerichau och Herman Wilhelm Bissen i Köpenhamn, flyttade han 1861 till Kristiania, där han sedan dess varit bosatt, med undantag av året 1864, vilket han tillbragte i Rom. 
Bergsliens första större arbete var Karl Johans ryttarstaty framför slottet i Kristiania (avtäckt 1875). Nämnda år gjorde han ett utkast till en staty över Kristian IV, som likväl inte blev antaget. 
Han utförde sedan Henrik Wergelands staty på Eidsvoldsplatsen (avtäckt 1881) samt smärre statyer av Peter Christen Asbjørnsen (1891, på Sankt Hanshaugen) och Johannes Brun (utanför nationalteatern i Kristiania).
Gustav Vigeland var en av hans elever.

## Bildgalleri

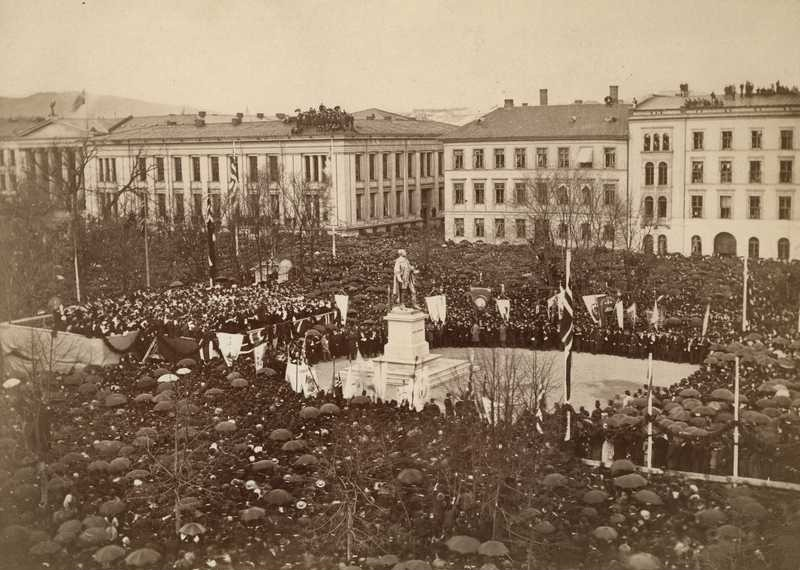
Avtäckningen av Wergelandsmonumentet 17 maj 1881
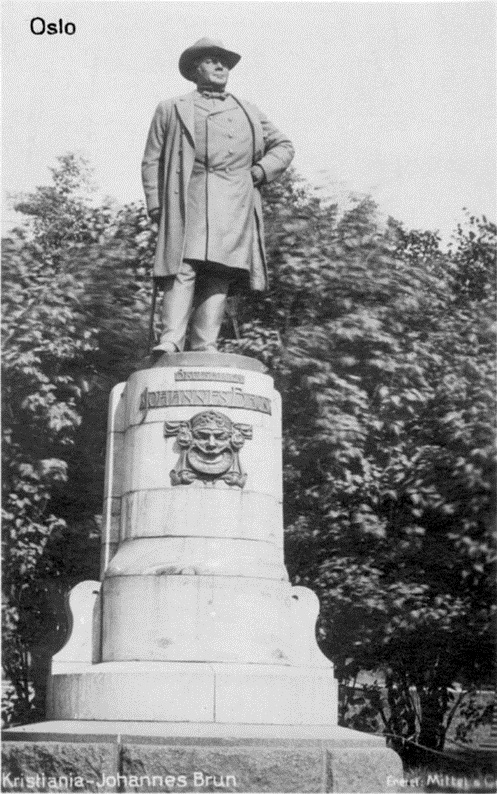
Staty i brons av skådespelaren Johannes Brun, 1902
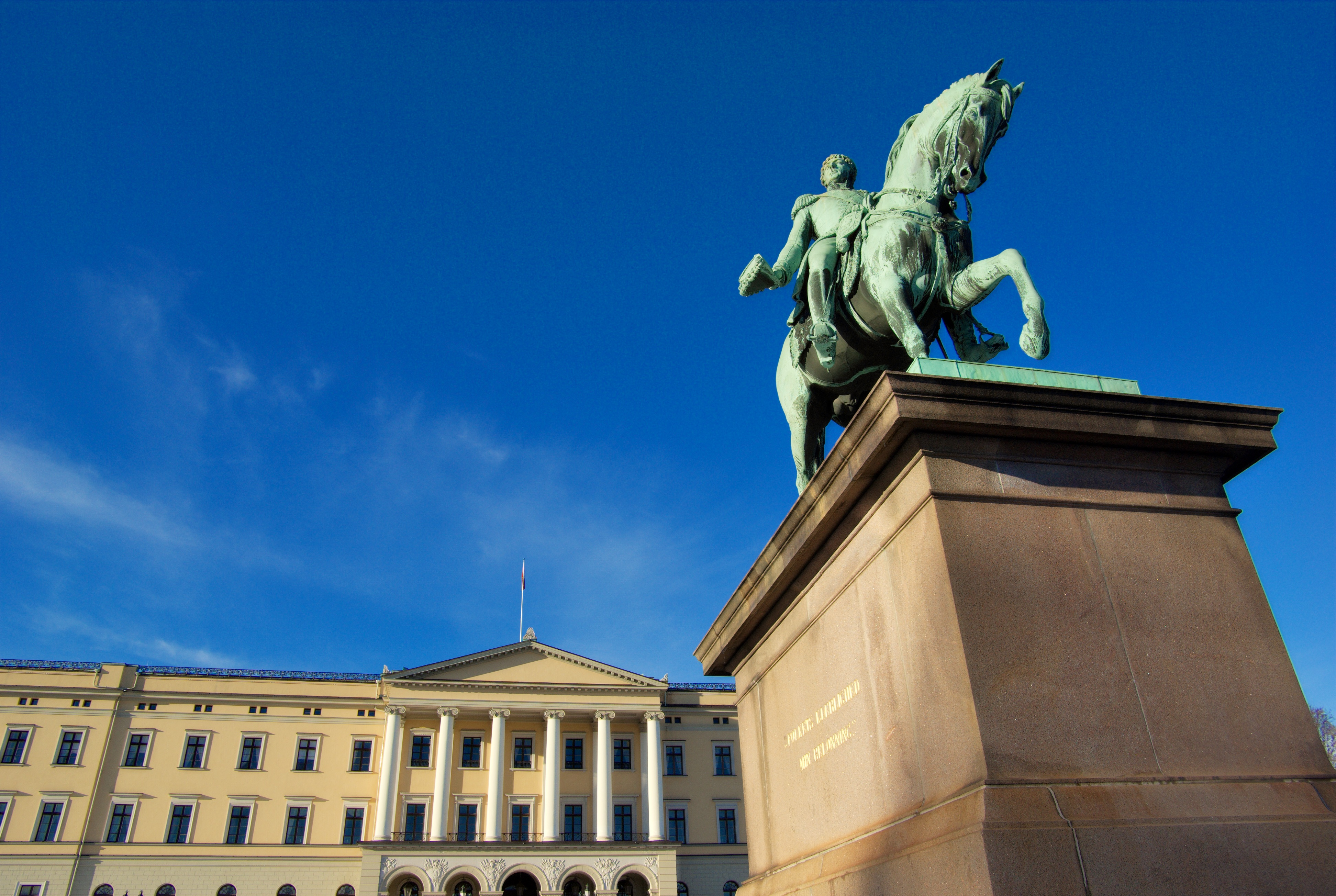
Karl Johanstatyn på Slottsplassen i Oslo
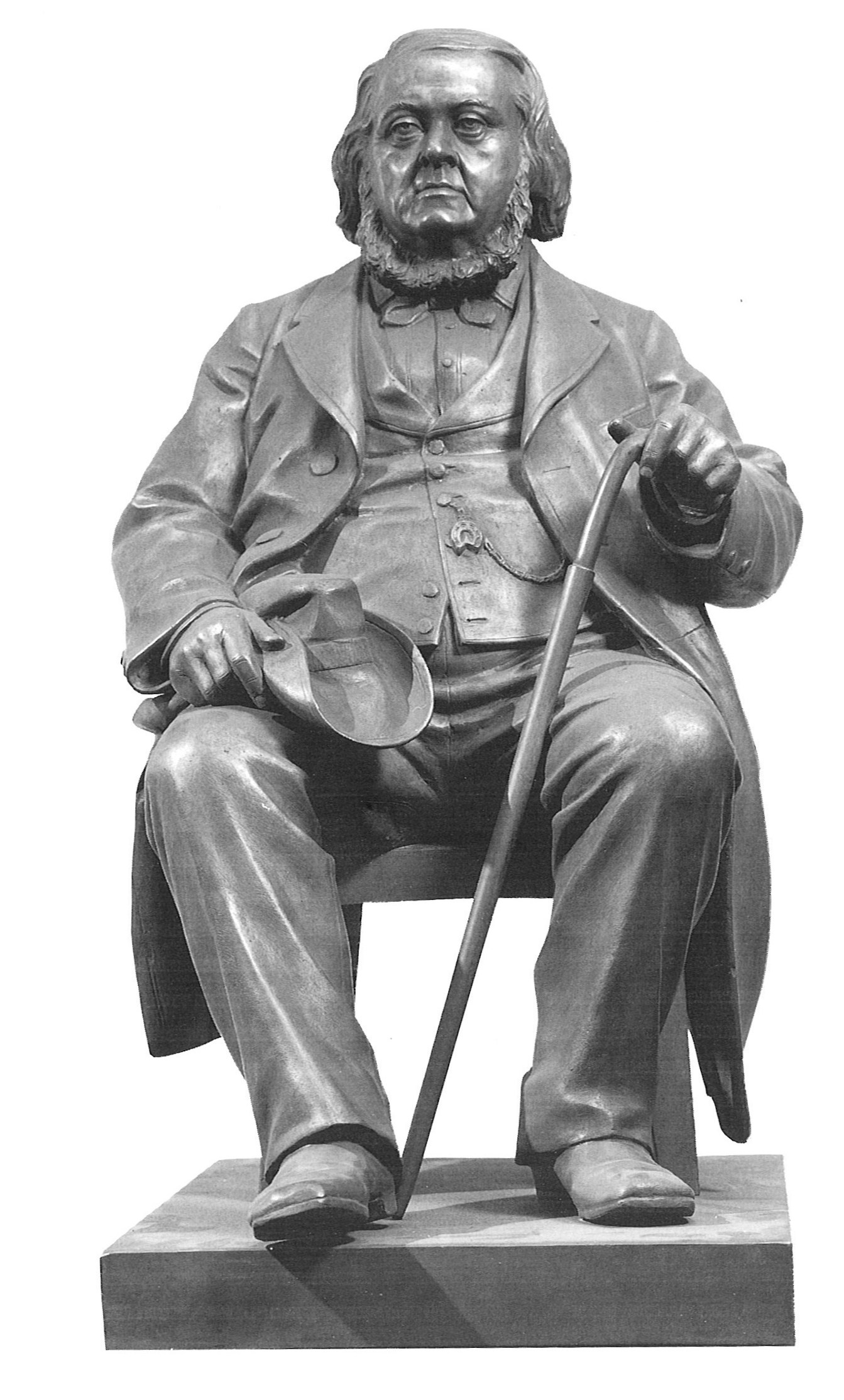
Skulptur av Peter Chr. Asbjørnsen fra 1885